# Відкритий чемпіонат Австралії з тенісу 1972
Відкритий чемпіонат Австралії з тенісу 1972 — тенісний турнір, що проходив між 26 грудня 1971 та 3 січня 1972 року на трав'яних кортах стадіону Куйонг у Мельбурні, Австралія. Це був 60-й чемпіонат Австралії з тенісу і перший турнір Великого шолома в 1972 році.

## Огляд подій та досягнень
Кен Роузволл виграв шостий чемпіонат Австралії, 8-й титул Великого шолома в одиночному розряді й 16-й загалом.
Вірджинія Вейд перемогла в Австралії вперше й виграла 2-й титул Великого шолома.
У чоловічому парному розряді Овен Девідсон виграв свій перший грендслем і єдиний в Австралії. Його партнер Кен Роузволл виграв 17-й титул Великого шолома.
Як для Гурлей, так і для Гарріс перемога в парному жіночому розряді була першою в турнірах Великого шолома, а для Гарріс єдиною.

## Результати фінальних матчів

### Дорослі
| Одиночний розряд. Чоловіки Детальніше                        |                                |               |
| Кен Роузволл                                                 | Малколм Андерсон               | 7–6, 6–3, 7–5 |
|                                                              |                                |               |
| Одиночний розряд. Жінки Детальніше                           |                                |               |
| Вірджинія Вейд                                               | Івонн Гулагонг                 | 6–4, 6–4      |
|                                                              |                                |               |
| Парний розряд. Чоловіки Детальніше                           |                                |               |
| Овен Девідсон Кен Роузволл                                   | Росс Кейс Джефф Мастерз        | 3–6, 7–6, 6–3 |
|                                                              |                                |               |
| Парний розряд. Жінки Детальніше                              |                                |               |
| Гелен Гурлей Керрі Гарріс                                    | Патрісія Коулмен Карен Кранцке | 6–0, 6–4      |
|                                                              |                                |               |
| Мікст                                                        |                                |               |
| Між 1970-м та 1985-м змагання в цій категорії не проводилися |                                |               |

## Виноски
1. ↑  1972 Men's Singles. Tennis Australia. Архів оригіналу за 29 січня 2011. Процитовано 13 серпня 2018.
2. ↑  1972 Women's Singles. Tennis Australia. Архів оригіналу за 30 січня 2011. Процитовано 13 серпня 2018.
3. ↑  1972 Men's Doubles. Tennis Australia. Архів оригіналу за 17 січня 2013. Процитовано 13 серпня 2018.
4. ↑  1972 Women's Doubles. Tennis Australia. Архів оригіналу за 18 січня 2013. Процитовано 13 серпня 2018.